# 托拉纳

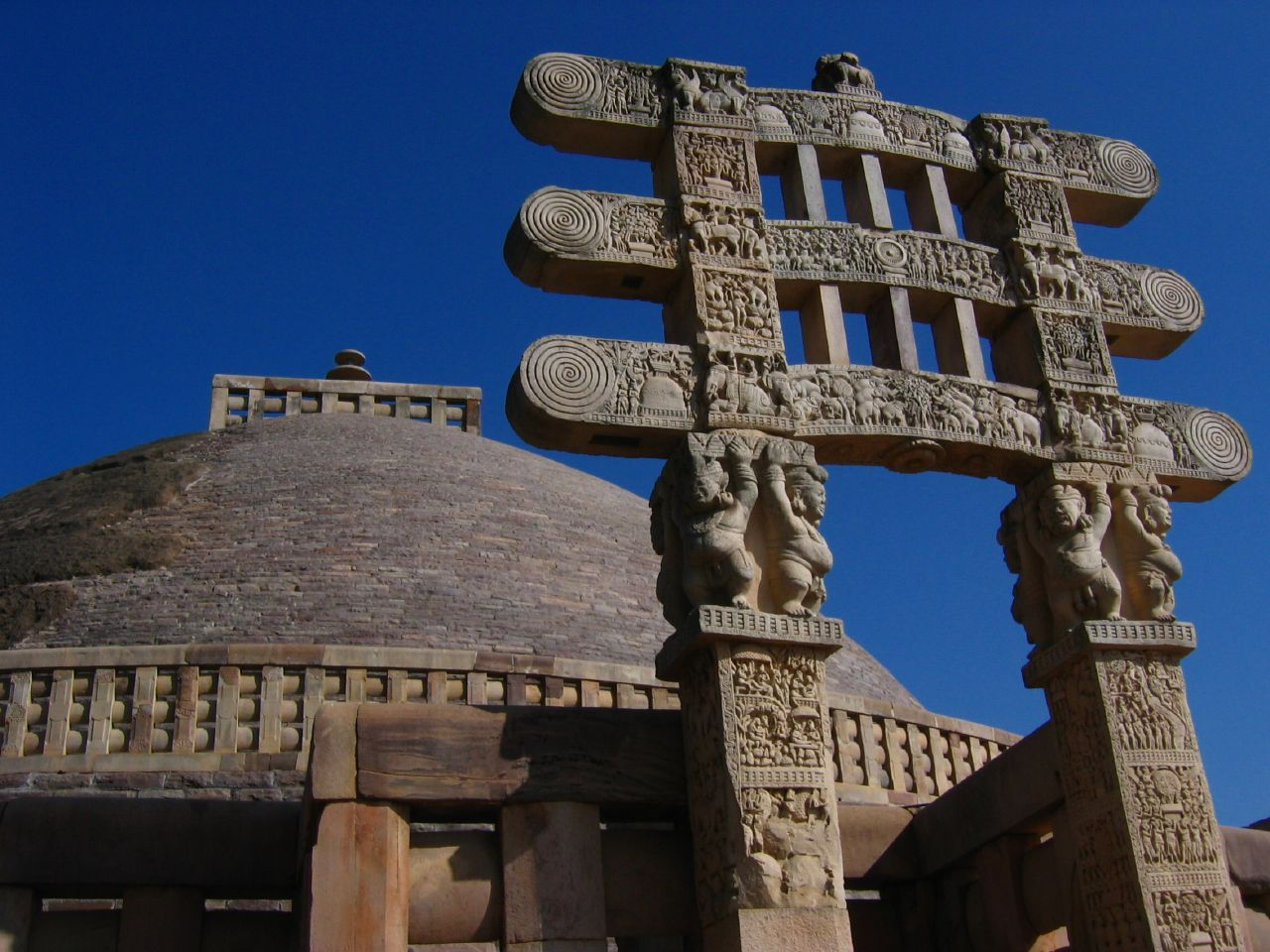
桑奇大塔北面的托拉纳

托拉纳（Torana）是一种门，在印度次大陆的印度教及佛教建筑中常见。

## 简介
托拉纳是与佛教的窣堵坡（例如桑奇大塔）以及耆那教和印度教建筑配套的建筑，也有的和世俗建筑配套。象征性的托拉纳也可以用鲜花甚至树叶挂在门或入口处，这特别是在印度西部和南部。托拉纳被认为会带来好运，代表吉祥和喜庆。托拉纳也可用于说教和叙事的目的，或用来标记国王的胜利。